# Les Hauts-de-Chée
Les Hauts-de-Chée és un municipi francès situat al departament del Mosa i a la regió del Gran Est. L'any 2007 tenia 729 habitants.

## Demografia

### Població
El 2007 la població de fet de Les Hauts-de-Chée era de 729 persones. Hi havia 298 famílies, de les quals 84 eren unipersonals (56 homes vivint sols i 28 dones vivint soles), 97 parelles sense fills, 101 parelles amb fills i 16 famílies monoparentals amb fills.
La població ha evolucionat segons el següent gràfic:
Habitants censats

### Habitatges
El 2007 hi havia 376 habitatges, 303 eren l'habitatge principal de la família, 22 eren segones residències i 52 estaven desocupats. 369 eren cases i 6 eren apartaments. Dels 303 habitatges principals, 274 estaven ocupats pels seus propietaris, 22 estaven llogats i ocupats pels llogaters i 7 estaven cedits a títol gratuït; 3 tenien una cambra, 14 en tenien dues, 34 en tenien tres, 69 en tenien quatre i 182 en tenien cinc o més. 254 habitatges disposaven pel capbaix d'una plaça de pàrquing. A 122 habitatges hi havia un automòbil i a 154 n'hi havia dos o més.

### Piràmide de població
La piràmide de població per edats i sexe el 2009 era:
| Homes | Edats   | Dones |
| ----- | ------- | ----- |
| 0     | 95 o +  | 8     |
| 0     | 90 a 94 | 4     |
| 0     | 85 a 89 | 8     |
| 4     | 80 a 84 | 4     |
| 20    | 75 a 79 | 24    |
| 12    | 70 a 74 | 12    |
| 48    | 65 a 69 | 16    |
| 8     | 60 a 64 | 4     |
| 20    | 55 a 59 | 20    |
| 28    | 50 a 54 | 36    |
| 48    | 45 a 49 | 48    |
| 20    | 40 a 44 | 36    |
| 20    | 35 a 39 | 8     |
| 16    | 30 a 34 | 28    |
| 20    | 25 a 29 | 8     |
| 32    | 20 a 24 | 8     |
| 52    | 15 a 19 | 40    |
| 36    | 10 a 14 | 24    |
| 12    | 5 a 9   | 20    |
| 20    | 0 a 4   | 16    |

## Economia
El 2007 la població en edat de treballar era de 473 persones, 370 eren actives i 103 eren inactives. De les 370 persones actives 347 estaven ocupades (195 homes i 152 dones) i 23 estaven aturades (11 homes i 12 dones). De les 103 persones inactives 49 estaven jubilades, 29 estaven estudiant i 25 estaven classificades com a «altres inactius».

### Ingressos
El 2009 a Les Hauts-de-Chée hi havia 310 unitats fiscals que integraven 770 persones, la mediana anual d'ingressos fiscals per persona era de 17.681 €.

### Activitats econòmiques
Dels 14 establiments que hi havia el 2007, 1 era d'una empresa extractiva, 1 d'una empresa de fabricació d'altres productes industrials, 2 d'empreses de construcció, 5 d'empreses de comerç i reparació d'automòbils, 1 d'una empresa d'informació i comunicació, 1 d'una empresa de serveis, 2 d'entitats de l'administració pública i 1 d'una empresa classificada com a «altres activitats de serveis».
Dels 3 establiments de servei als particulars que hi havia el 2009, 1 era un taller de reparació d'automòbils i de material agrícola, 1 paleta i 1 fusteria.
L'any 2000 a Les Hauts-de-Chée hi havia 49 explotacions agrícoles que ocupaven un total de 4.230 hectàrees.

## Equipaments sanitaris i escolars
El 2009 hi havia una escola elemental.

## Poblacions més properes
El següent diagrama mostra les poblacions més properes.